# Космос-111
«Космос-111» — советская автоматическая межпланетная станция (АМС) для изучения Луны и космического пространства. По конструкции был похож на будущий успешный космический аппарат «Луна-10». Космос 111 был произведён менее чем за месяц.

## Миссия
Аппарат был предназначен для исследований на орбите Луны и был сконфигурирован идентично будущей миссии Луна-10 (1966-027A). Он был запущен 1 марта 1966 года в 11:03:49 по Московскому времени ракетой «Молния 8К78М», на орбиту Земли.
Разгонный блок Блок-Л потерял управление по крену и не смог вывести космический корабль на лунную траекторию. Он имел перигей 182 км, апогей 194 км, наклонение 51,9 ° и период обращения по орбите 88,6 минут. Корабль получил обозначение Космос-111; сошёл с орбиты через два дня после запуска, 3 марта 1966 года.
Корабль весил 1540 кг и не сразу был объявлен транспортным средством типа Луна. Официальные советские СМИ назвали не вышедший на расчётную орбиту спутник «Космос-111».

## Космический Аппарат
Космос 111 был обозначен как космический аппарат E-6S, состоящий из посадочной платформы E-6, прикреплённой к цилиндрическому герметичному 245-килограммовому лунному орбитальному модулю. Он имел 1,5 метра в высоту и 75 сантиметров в диаметре у основания. Основные двигательные установки для вывода на лунную орбиту находились в посадочной платформе, а научная полезная нагрузка — на модуле орбитального аппарата. Полезная нагрузка включала семь приборов. Кроме того, радиосистему можно было использовать для гравитационных и радиозатменных исследований. Лунный орбитальный модуль питался от батарей, а связь осуществлялась через антенны 183 МГц и 922 МГц.

### Научные Инструменты
На борту находилось семь научных инструментов:
- Магнитометр
- Гамма-спектрометр
- Пять газоразрядных счётчиков
- Две ионные ловушки и ловушка заряженных частиц
- Пьезоэлектрический микрометрический детектор
- Инфракрасный детектор
- Счётчики низкоэнергетических рентгеновских фотонов